# Commerzbank Triathlon Team

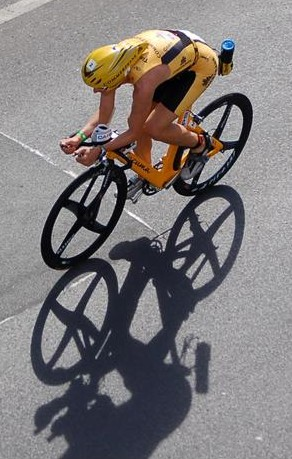
Timo Bracht beim Ironman Germany, 2007

Das Commerzbank Triathlon Team war ein deutsches Triathlonteam mit internationaler Beteiligung.
Die Mannschaft ging aus dem im Juli 2007 mit dem zweifachen Sieger der Ironman World Championship Normann Stadler als Team-Kapitän sowie Markus Fachbach und Jan Raphael gegründeten Dresdner Kleinwort Triathlon Team und der Investmentbank Dresdner Kleinwort als Sponsor hervor. Das Engagement hatte ein Volumen in Höhe eines siebenstelligen Euro-Betrags. Besonderheit des Vertrages war, dass sich alle Teammitglieder zu regelmäßigen über das Jahr verteilten Dopingkontrollen unterwarfen und ein Teil der Bezahlung erst drei Jahre nach Vertragsende bei bis dahin negativen Dopingkontrollen ausgezahlt werden sollte. Nach Übernahme der Dresdner Bank durch die Commerzbank 2009 führte diese das Team unter dem Namen Commerzbank Triathlon Team fort.
Mit der Übernahme durch die Commerzbank wurde Timo Bracht ebenfalls Kapitän der Mannschaft, zusätzlich kamen Marino Vanhoenacker, Matthias Hecht, Maik Twelsiek und Scott Neyedli in das Team. Die Mitglieder des Teams, die an ihren gelben Dressen zu erkennen waren,  konzentrierten sich hauptsächlich auf Rennen der Ironman-Distanz (3,86 km Schwimmen, 180,2 km Radfahren, 42,195 km Laufen). Am 30. Juni 2011, wenige Tage vor dem Rücktritt von Normann Stadler als Profi-Triathlet, gab die Commerzbank die Beendigung ihres Engagements bekannt. Eines der letzten gemeinsamen, jedoch nicht umgesetzten Ziele des Teams war ein Start aller Athleten bei den Ironman-Weltmeisterschaften Mitte Oktober 2011 auf Hawaii.
Das Triathlon-Team startete ab 2012 unter dem Namen 21run.com Triathlon Team, aus dem 2013 das Power Horse Triathlon Team und 2015 das Team Sport for Good hervorging.
Drei Jahre nach Auslaufen der Sponsoring-Vereinbarung mit der Commerzbank ergab sich bei Nachuntersuchungen der NADA an den eingefrorenen Doping-Proben, dass bei keinem der betroffenen Sportler ein Doping-Verdacht bestände.

## Mannschaft
| Name                | Geburtstag        | Nationalität |
| ------------------- | ----------------- | ------------ |
| Timo Bracht         | 22. Juli 1975     | Deutschland  |
| Normann Stadler     | 25. Februar 1973  | Deutschland  |
| Markus Fachbach     | 9. Oktober 1982   | Deutschland  |
| Mathias Hecht       | 26. Mai 1980      | Schweiz      |
| Jan Raphael         | 18. Januar 1980   | Deutschland  |
| Maik Twelsiek       | 25. Dezember 1980 | Deutschland  |
| Marino Vanhoenacker | 19. Juli 1976     | Belgien      |
| Scott Neyedli 1     | 16. Juni 1978     | Schottland   |

## Erfolge

### Saison 2011
| Datum             | Platzierung | Wettbewerb                        | Austragungsort    | Athlet              | Zeit     |
| ----------------- | ----------- | --------------------------------- | ----------------- | ------------------- | -------- |
| 4. Dezember 2011  | 1. Rang     | Ironman Western Australia         | Busselton         | Timo Bracht         | 08:12:39 |
| 3. September 2011 | 3. Rang     | Triathlon de Gérardmer            | Gérardmer         | Mathias Hecht       |          |
| 27. August 2011   | 1. Rang     | TriStar111 Minnesota              | Minnesota         | Maik Twelsiek       | 03:12:45 |
| 7. August 2011    | 1. Rang     | Ironman Regensburg                | Regensburg        | Markus Fachbach     | 08:29:16 |
| 24. Juli 2011     | 2. Rang     | Ironman Germany                   | Frankfurt am Main | Jan Raphael         | 08:19:31 |
| 10. Juli 2011     | 3. Rang     | Ironman Switzerland               | Zürich            | Mathias Hecht       | 08:30:26 |
| 3. Juli 2011      | 1. Rang     | Ironman Austria                   | Klagenfurt        | Marino Vanhoenacker | 07:45:58 |
| 26. Juni 2011     | 2. Rang     | Ironman Coeur d’Alene             | Idaho             | Maik Twelsiek       | 08:24:59 |
| 29. Mai 2011      | 1. Rang     | TriStar111 Germany                | Worms             | Markus Fachbach     | 03:16:58 |
| 21. Mai 2011      | 1. Rang     | Ironman Lanzarote                 | Puerto del Carmen | Timo Bracht         | 08:30:34 |
| 7. Mai 2011       | 1. Rang     | Ironman St. George                | St. George        | Mathias Hecht       | 08:32:03 |
| 7. Mai 2011       | 2. Rang     | Ironman St. George                | St. George        | Maik Twelsiek       | 08:33:46 |
| 17. April 2011    | 3. Rang     | TriStar111 Mallorca               | Portocolom        | Normann Stadler     | 03:41:00 |
| 12. März 2011     | 2. Rang     | Abu Dhabi International Triathlon | Abu Dhabi         | Marino Vanhoenacker | 06:43:31 |
| 5. März 2011      | 3. Rang     | Ironman New Zealand               | Taupō             | Mathias Hecht       | 08:45:34 |

### Saison 2010
| Datum             | Platzierung | Wettbewerb                           | Austragungsort    | Athlet              | Zeit       |
| ----------------- | ----------- | ------------------------------------ | ----------------- | ------------------- | ---------- |
| 21. November 2010 | 1. Rang     | Ironman Arizona                      | Tempe             | Timo Bracht         | 08:07:16   |
| 9. Oktober 2010   | 3. Rang     | Ironman Hawaii                       | Hawaii            | Marino Vanhoenacker | 08:13:14   |
| 25. Juli 2010     | 3. Rang     | Ironman USA                          | Lake Placid       | Maik Twelsiek       | 08:48:33   |
| 4. Juli 2010      | 1. Rang     | Ironman Austria                      | Klagenfurt        | Marino Vanhoenacker | 07:52:05   |
| 4. Juli 2010      | 2. Rang     | Ironman Germany                      | Frankfurt         | Timo Bracht         | 08:10:22,2 |
| 13. Juni 2010     | 3. Rang     | Citytriathlon Heilbronn              | Heilbronn         | Timo Bracht         | 03:00:06   |
| 6. Juni 2010      | 1. Rang     | Challenge Kraichgau                  | Kraichgau         | Normann Stadler     | 03:54:22   |
| 6. Juni 2010      | 1. Rang     | Deutsche Meisterschaft Mitteldistanz | Kulmbach          | Markus Fachbach     | 03:53:37   |
| 6. Juni 2010      | 1. Rang     | Wasserstadt Triathlon                | Hannover          | Jan Raphael         | 03:59:02   |
| 22. Mai 2010      | 3. Rang     | Ironman Lanzarote                    | Puerto del Carmen | Maik Twelsiek       | 08:42:52   |
| 25. April 2010    | 2. Rang     | Ironman South Africa                 | Port Elizabeth    | Mathias Hecht       | 08:28:53   |
| 27. Februar 2010  | 1. Rang     | Ironman Malaysia                     | Langkawi          | Marino Vanhoenacker | 08:22:31   |

### Saison 2009
| Datum           | Platzierung | Wettbewerb            | Austragungsort | Athlet              | Zeit     |
| --------------- | ----------- | --------------------- | -------------- | ------------------- | -------- |
| 16. August 2009 | 3. Rang     | Ironman 70.3 Germany  | Wiesbaden      | Mathias Hecht       | 04:05:52 |
| 2. August 2009  | 1. Rang     | Antwerp Ironman 70.3  | Antwerpen      | Marino Vanhoenacker | 03:41:45 |
| 26. Juli 2009   | 1. Rang     | Ironman USA           | Lake Placid    | Maik Twelsiek       | 08:36:37 |
| 5. Juli 2009    | 1. Rang     | Ironman Germany       | Frankfurt      | Timo Bracht         | 07:59:16 |
| 5. Juli 2009    | 1. Rang     | Ironman Austria       | Klagenfurt     | Marino Vanhoenacker | 08:01:38 |
| 7. Juni 2009    | 1. Rang     | Wasserstadt Triathlon | Hannover       | Jan Raphael         | 03:52:48 |
| 24. Mai 2009    | 2. Rang     | Ironman 70.3 Austria  | St. Pölten     | Marino Vanhoenacker | 03:54:18 |
| 5. April 2009   | 1. Rang     | Ironman South Africa  | Port Elizabeth | Marino Vanhoenacker | 08:17:32 |